# Bulbophyllum spathipetalum
Bulbophyllum spathipetalum là một loài phong lan thuộc chi Bulbophyllum.